# 2. People’s Choice Awards-gála
A 2. People’s Choice Awards-gála az 1975-ös év legjobb filmes, televíziós és zenés alakításait értékelte. A díjátadót 1976. március 4-én tartották, a műsor házigazdái Army Archerd és Jack Albertson voltak. A ceremóniát a CBS televízióadó közvetítette.

## Győztesek és jelöltek
Forrás:

### Film
| Az év filmje                                 | Az év filmje                                        |
| -------------------------------------------- | --------------------------------------------------- |
| - A cápa - Let's Do It Again - Pokoli torony |                                                     |
| Az év színésze                               | Az év színésznője                                   |
| - John Wayne - Paul Newman - Robert Redford  | - Katharine Hepburn - Diana Ross - Barbra Streisand |

### Televízió
| Az év férfi tévés sztárja                          | Az év női tévés sztárja                        |
| -------------------------------------------------- | ---------------------------------------------- |
| - Telly Savalas - Alan Alda - Robert Blake         | - Carol Burnett - Cher - Angie Dickinson       |
| Az év visszatérő férfi tévés sztárja               | Az év visszatérő női tévés sztárja             |
| - Bob Hope - Tony Orlando - Johnny Carson          | - Mary Tyler Moore - Carol Burnett - Cher      |
| Az év vígjátéka                                    | Az év drámaműsora                              |
| - All In The Family - MASH - Sanford and Son       | - The Waltons - Starsky és Hutch - Kojak       |
| Az év új tévéműsora                                | Az év előadója új tévéműsorban                 |
| - Starsky és Hutch - Welcome Back Kotter - Phyllis | - Robert Blake - Gabe Kaplan - Cloris Leachman |

### Zene
| Az év dala | Az év előadója                             |
| --- | ------------------------------------------ |
| - Captain and Tennille - "Love Will Keep Us Together" - Morris Albert - "Feelings" - Glen Campbell - "Rhinestone Cowboy" | - John Denver - Elton John - Lawrence Welk |

## Műsorvezetők
A gálán az alábbi műsorvezetők működtek közre:
- Jack Albertson
- Henry Fonda
- Tony Curtis
- Burt Lancaster
- Captain & Tennille
- George Burns
- Army Archerd
- Bea Arthur
- James Stewart
- Rod Steiger
- Roy Scheider
- Summer Bartholomew
- Lee Grant
- Brenda Vaccaro
- Henry Winkler
- Bonnie Franklin
- Gabe Kaplan
- Raymond Burr
- Ronee Blakley
- Earl Holliman
- James Brolin
- Maximilian Schell
- Glen Campbell
- Sally Kellerman
- Hal Linden
- Karen Black
- Olivia de Havilland
- Ann-Margret
- Robert Mitchum
- Pam Grier
- Kirk Douglas
- George Burns
- James Coburn
- Morris Albert

## Fordítás
- Ez a szócikk részben vagy egészben  a(z)   2nd People's Choice Awards című angol Wikipédia-szócikk fordításán alapul.  Az eredeti cikk szerkesztőit annak laptörténete sorolja fel. Ez a jelzés csupán a megfogalmazás eredetét és a szerzői jogokat jelzi, nem szolgál a cikkben szereplő információk forrásmegjelöléseként.